# FC Singen 04
FC Singen 04 is een Duitse voetbalclub uit Singen, Baden-Württemberg. 

## Geschiedenis
De club werd opgericht in augustus 1904. In 1908 fuseerde de club met FC Radolfzell en speelde als FC Radolfzell-Singen, maar reeds in 1910 werd de fusie ongedaan gemaakt.
Na de Tweede Wereldoorlog speelde de club in het eerste seizoen van de Oberliga Südwest onder de naam Eintracht Singen. De club werd vierde, maar doordat de competitie van drie naar twee reeksen herleid werd degradeerde de club. Ze keerden terug in 1947. In 1950 namen ze terug de naam FC Singen 04 aan en degradeerde na dit seizoen. Tot 1958 speelde de club nog in de II. Division Süd. In 1959 werd de club Duits amateurkampioen na de finale gewonnen te hebben tegen SV Arminia Hannover. 
In 1978 kwalificeerde de club zich nog voor de Verbandsliga, toen de vierde klasse en speelde hier tot begin jaren tachtig. In 1994 keerde de club terug naar de Verbandsliga, toen nog vijfde klasse, ze haalden Johan Neeskens als trainer binnen om te promoveren naar de Oberliga Baden-Württemberg, maar nadat dit mislukte werd Neeskens ontslagen. In 1997 promoveerde de club wel en speelde drie jaar in de Oberliga. Er volgde zelfs een tweede degradatie op rij en pas in 2009 kon de club terugkeren naar de Verbandsliga, inmiddels nog maar de zesde klasse. In 2012 promoveerde de club weer naar de Oberliga maar werd na één seizoen terug naar de Verbandsliga verwezen. De volgende jaren ging de club op en neer tussen de Verbandsliga en de Landesliga. 

## Erelijst
Duits amateurkampioen
1959